# 大場茂美
大場 茂美（おおば しげみ、1949年 <昭和24年> 1月10日 - ）は、日本の地方公務員。横浜市西区長、同市行政運営調整局長、同市副市長、同市信用保証協会会長を歴任。

## 人物・経歴
1971年4月 横浜市役所入庁、1995年 (平成7年) 6月 横浜市市民局勤労福祉部長、1998年5月 同福祉局健康長寿部長、2001年4月 同監査事務局行政監査部長、2002年5月 同総務局行政部長、2003年4月 同西区長、2006年4月 同行政運営調整局長、2009年3月 横浜市退庁。同年4月 株式会社横浜アリーナ取締役副社長。
同年12月 経済産業官僚の山田正人、同市都市経営局長の小松崎隆とともに横浜市副市長就任。2012年3月末に山田と小松崎が退任、同年4月には副市長筆頭格となる。2013年10月 同市総務局長の渡辺巧教を後任に副市長退任。
2014年4月 横浜市信用保証協会会長、同年9月 学校法人神奈川大学評議員、2016年6月 社会福祉法人横浜市社会福祉協議会会長、2017年4月 横浜市教育委員、2020年 (令和2年) 6月 神奈川銀行取締役。